# Banda Barrow
La Banda Barrow va ser una organització criminal estatunidenca de la dècada de 1930 i activa entre el 1932 i el 1934. Van ser coneguts com a bandolers, lladres i criminals que com a banda viatjaven pels Estats Units Centrals durant la Gran Depressió. Les seves gestes van ser conegudes pertot arreu el país. Ells van capturar l'atenció de la premsa nord-americana i els seus lectors durant el que és de vegades coneguda com l'«era de l'enemic públic». Encara que la banda va ser coneguda pels robatoris de bancs que van cometre, ells preferien robar a petites botigues o gasolineres en compte de bancs. La banda es creu que va matar a almenys nou policies, entre diversos altres assassinats.
La banda era principalment coneguda per dos dels seus membres, Bonnie Parker i Clyde Barrow, una parella no casada. Clyde Barrow era el líder de la banda. Altres membres inclogueren els següents: 
- El germà major de Clyde, Marvin "Buck" Barrow
- L'esposa de Buck Barrow, Blanche Barrow
- W.D. Jones
- Henry Methvin
- Raymond Hamilton
- Joe Palmer
- Ralph Fults